# 일지매 (1993년 드라마)
《일지매》(一枝梅)는 1993년 8월 9일부터 1993년 8월 31일까지 방영된 문화방송 월화 미니시리즈로, 최정주의 동명 소설을 원작한다.

## 등장 인물
- 장동건 : 일지매 역
- 염정아 : 이화 역
- 임경옥 : 정란 역
- 김동현 : 허균 역
- 박순애 : 설화 역
- 전인택 : 포도 대장 역
- 신충식 : 법열 스님 역
- 박영지 : 매연 역

## 참고 사항
- 일지매를 사모하는 검객 정란 역에 박선영이 캐스팅됐으나 영화 촬영을 위해 짧게 머리카락을 자르면서 배역에서 밀러나고 임경옥이 대신 출연하였다. 이 일로 박선영은 제작에 차질을 빚었다는 이유로 6개월 간 MBC에 출연 금지조치를 받았다.[1]

## 같이 보기
- 일지매 (SBS, 2008년)
- 돌아온 일지매 (MBC, 2009년)